# Богородське (аеропорт)
Аеропорт Богородське (IATA: BQG, ICAO: UHNB) — аеропорт, що обслуговує селище Богородське, Хабаровський край, Росія. 
До аеропорту літають дві авіакомпанії: Aurora і KhabAvia. 

## Авіакомпанії та напрямки
Станом на січень 2016 року «Аврора» літає раз на тиждень до Южно-Сахалінська через Ноглики на літаках Dash 8-300
, а «KhabAvia» здійснює рейси до Хабаровська раз на тиждень восени та взимку. 

| Авіакомпанія        | Пункт призначення        |
| ------------------- | ------------------------ |
| Aurora              | Ноглики, Южно-Сахалінськ |
| Khabarovsk Airlines | Сезонний: Хабаровськ     |